# Еспідо Фрейре
Еспідо Фрейре (нар. 16 липня 1974, Більбао, Іспанія)  — іспанська письменниця.